# Брзо клизање на Зимским олимпијским играма 2014 — 3000 метара за жене
Такмичење у брзом клизању у трци на 5000 метара одржано је 9. фебруара 2014. у Адлер арени и Сочију. Победила је Ирен Вист из Холандија, освајачица златне медаље са игара у Торину 2006, друга је била бранитељка титуле Мартина Сабликова из Чешке, док је бронзану медаљу освојила Олга Граф из Русије.

## Квалификације
У овој дисциплини могло је да учествује 28 клизачица, не више од три из једне земље. Шеснаест најбољих након четири трке Светског купа у брзом клизању у сезони 2013/14. обезбедило је учешће, док је осталих дванаест места одређено на основу свих резултата остварених у Светском купу у овој дисциплини. Такође, направљена је и листа резервних такмичарки.

## Рекорди
Пре овог такмичења, важећи светски и олимпијски рекорди су дати у табели испод.
| Светски рекорд    | Синди Класен      | 3:53,34 | Калгари, Канада     | 18. март 2006.    |
| Олимпијски рекорд | Клаудија Пехштајн | 3:57,70 | Солт Лејк Сити, САД | 20. фебруар 2002. |
| ----------------- | ----------------- | ------- | ------------------- | ----------------- |

## Резултати
Такмичење је почело у 15:30 по локалном времену,
| Пласман | Пар | Стаза | Такмичарка             | Земља        | Време          | Заостатак      | Белешке      |
| ------- | --- | ----- | ---------------------- | ------------ | -------------- | -------------- | ------------ |
|         | 13  | У     | Ирен Вист              | Холандија    | 4:00,34        |                | рекорд стазе |
| 2       | 12  | У     | Мартина Сабликова      | Чешка        | 4:01,94        | +1,61          |              |
| 3       | 10  | У     | Олга Граф              | Русија       | 4:03,47        | +3,13          |              |
| 4       | 11  | У     | Клаудија Пехштајн      | Немачка      | 4:05,26        | +4,92          |              |
| 5       | 8   | У     | Анук ван дер Вејден    | Холандија    | 4:05,75        | +5,41          |              |
| 6       | 11  | С     | Ида Нјотун             | Норвешка     | 4:06,73        | +6,39          |              |
| 7       | 14  | С     | Антоанет де Јонг       | Холандија    | 4:06,77        | +6,43          |              |
| 8       | 6   | У     | Јулија Скокова         | Русија       | 4:09,35        | +9,02          |              |
| 9       | 13  | С     | Шихо Ишизава           | Јапан        | 4:09,39        | +9,05          |              |
| 10      | 10  | С     | Џилијен Рукард         | САД          | 4:10,01        | +9,68          |              |
| 11      | 8   | С     | Бенте Краус            | Немачка      | 4:10,16        | +9,83          |              |
| 12      | 9   | У     | Јелена Петерс          | Белгија      | 4:10,87        | +10,53         |              |
| 13      | 3   | С     | Ким Бо-реум            | Јужна Кореја | 4:12,08        | +11,74         |              |
| 14      | 5   | У     | Мари Хемер             | Норвешка     | 4:12,21        | +11,87         |              |
| 15      | 1   | У     | Шоко Фуџимура          | Јапан        | 4:12,71        | +12,37         |              |
| 16      | 9   | С     | Наталија Червонка      | Пољска       | 4:13,26        | +12,92         |              |
| 17      | 4   | С     | Штефани Бекерт         | Немачка      | 4:13,54        | +13,21         |              |
| 18      | 7   | У     | Луиза Злотковска       | Пољска       | 4:14,18        | +13,85         |              |
| 19      | 7   | С     | Бритни Шуслер          | Канада       | 4:14,65        | +14,31         |              |
| 20      | 1   | С     | Јекатерина Шихова      | Русија       | 4:14,97        | +14,63         |              |
| 21      | 14  | У     | Масако Хозуми          | Јапан        | 4:15,52        | +15,18         |              |
| 22      | 2   | У     | Ана Рокита             | Аустрија     | 4:16,43        | +16,09         |              |
| 23      | 4   | У     | Франческа Лолобриђида  | Италија      | 4:16,51        | +16,18         |              |
| 24      | 3   | У     | Ивани Блонден          | Канада       | 4:18,69        | +18,36         |              |
| 25      | 5   | С     | Но Сеон-јеонг          | Јужна Кореја | 4:19,02        | +18,68         |              |
| 26      | 2   | С     | Ана Рингсред           | САД          | 4:21,51        | +21,17         |              |
| 27      | 6   | С     | Јанг Шин-јунг          | Јужна Кореја | 4:23,67        | +23,33         |              |
|         | 12  | С     | Катажина Бахледа-Цуруш | Пољска       | дисквалифована | дисквалифована |              |